# Houtat Suluk
Houtat Suluk is een 500 meter lang ravijn in Syrië, ongeveer 65 km ten noordoosten van Raqqa and 10 km ten zuiden van het dorp Suluk, vlak bij de grens met Turkije.
Tot 2011 gold het ravijn als een geologische bezienswaardigheid.
Nadat het omringende gebied tijdens de Syrische Burgeroorlog werd veroverd door Islamitische Staat zouden er volgens getuigen honderden tot zelfs duizenden slachtoffers van IS in het ravijn zijn gegooid
Waarschuwing: De referenties kunnen schokkende beelden bevatten.